# Środa (gromada)
Środa (od 14 II 1968 Środa Wielkopolska) – dawna gromada, czyli najmniejsza jednostka podziału terytorialnego Polskiej Rzeczypospolitej Ludowej w latach 1954–1972.
Gromady, z gromadzkimi radami narodowymi (GRN) jako organami władzy najniższego stopnia na wsi, funkcjonowały od reformy reorganizującej administrację wiejską przeprowadzonej jesienią 1954 do momentu ich zniesienia z dniem 1 stycznia 1973, tym samym wypierając organizację gminną w latach 1954–1972.
Gromadę Środa z siedzibą GRN w mieście Środzie (nie wchodzącym w skład gromady) utworzono 1 stycznia 1960 w powiecie średzkim w woj. poznańskim z obszarów zniesionych gromad: Dębicz, Kijewo, Koszuty i Pławce w tymże powiecie.
W 1965 gromada miała 27 członków GRN.
14 lutego 1968 zmieniono nazwę Środy na Środa Wielkopolska.
1 stycznia 1970 do gromady Środa Wielkopolska włączono 141,67 ha z miasta Środa Wielkopolska w tymże powiecie.
Gromada przetrwała do końca 1972 roku, czyli do kolejnej reformy gminnej. 1 stycznia 1973 w powiecie średzkim reaktywowano zniesioną w 1954 roku gminę Środa Wielkopolska.